# Meg: Monstrum z hlubin
Meg: Monstrum z hlubin (v anglickém originále The Meg) je čínsko-americký akční sci-fi film z roku 2018, který natočil režisér Jon Turteltaub podle scénáře Deana Georgarise, Jona Hoebera a Ericha Hoebera, volně podle románu Meg: A Novel of Deep Terror od Steva Altena z roku 1997. Ve filmu hrají Jason Statham, Li Bingbing, Rainn Wilson, Ruby Rose, Winston Chao a Cliff Curtis. V ději se skupina vědců při záchranné misi na dně Tichého oceánu setkává s megalodonem dlouhým 23 m.
Studio Walt Disney původně zakoupilo práva na zfilmování románu v 90. letech 20. století, ale film strávil roky v přípravě (v tzv. vývojovém pekle). Práva nakonec připadla společnosti Warner Bros. Pictures a film dostal zelenou v roce 2013. Turteltaub a většina hereckého obsazení se k němu připojili v září 2014. Hlavní natáčení začalo v říjnu 2016 a trvalo až do ledna 2017 a probíhalo na Novém Zélandu a v Číně. Rozpočet činil 130–178 milionů dolarů.
Do amerických kin byl film uveden 10. srpna 2018. Film získal smíšené hodnocení kritiků a celosvětově utržil 530 milionů dolarů. V roce 2023 bylo do kin uvedeno pokračování s názvem Meg 2: Příkop, v němž se jako scenáristé vrátili Georgaris a Hoebersovi a své role si zopakovali Statham, Curtis, Sophia Cai a Page Kennedy.

## Děj
Jonas Taylor, potápěč - záchranář, se pokusí zachránit posádku jaderné ponorky, ale neznámé stvoření poškodí trup. Jonas je nucen opustit dva členy posádky, aby zachránil ostatní, což mu později zpochybňuje Dr. Heller jako projev psychózy.
O pět let později miliardář Jack Morris navštíví podmořskou stanici Mana One, kde vědec Zhang a jeho dcera Suyin zkoumají hlubší část Mariánského příkopu, skrytou pod termoklinou. Tým v ponorce (včetně Jonasovy bývalé manželky Lori) je napaden a uvězněn neznámým velkým stvořením. Jonas je najat, aby je zachránil. Suyin se pokusí o záchranu, ale je napadena obří olihní, kterou zabije megalodon – pravěký žralok. Jonas zachrání přeživší, ale Toshi se obětuje.
Posádka zjistí, že megalodon unikl z příkopu a rozhodne se ho zabít. Po úspěšném otrávení ho oslavují, dokud se neobjeví větší megalodon, který sežere předchozího a dalšího člena týmu. Zhang je smrtelně raněn a Heller se obětuje, aby zachránil kolegu.
Morris tvrdí, že vlády informoval, ale tajně pošle žoldáky, aby megalodona zabili – neúspěšně. Sám je jím sežrán. Posádka Mana One si uvědomí, že si musí poradit sama. Megalodon útočí na pláž v Číně, ale je odlákaný a Jonas ho nakonec zraní a bodne do oka. Zraněného megalodona dorazí skupina dnešních žraloků. Jonas se shledá s týmem a slaví přežití.

## Obsazení
- Jason Statham jako Jonas Taylor, potápěč, který se specializuje na hlubinné pátrání a záchranu
- Li Bingbing jako Suyin, oceánografka na palubě výzkumné lodi Mana
- Rainn Wilson jako Morris, miliardář financující Mana
- Cliff Curtis jako Mac, vedoucí výzkumný pracovník Mana
- Winston Chao jako Zhang, Suyinin otec a Meiyingin dědeček.

- Sophia Cai jako Meiying, Suyinina osmiletá dcera a Zhangova vnučka
- Ruby Rose jako Jaxx, inženýrka na palubě Mana
- Page Kennedy jako DJ, inženýrka na palubě Mana
- Robert Taylor jako Heller, lékař na palubě Mana
- Ólafur Darri Ólafsson jako The Wall, člen Loriiny posádky
- Jessica McNamee jako Lori, potápěčka a pilotka ponorky na palubě Mana a Jonasova bývalá manželka
- Masi Oka jako Toshi, člen Loriiny posádky